# Frei Galvão
Santo Antônio de Sant'Ana Galvão, OFM, mais conhecido como Frei Galvão, ou São Frei Galvão (Guaratinguetá, 1739 — São Paulo, 23 de dezembro de 1822) foi um frade brasileiro. 
Uma das figuras religiosas mais conhecidas do país, famoso por seus poderes de cura, Galvão foi canonizado pelo Papa Bento XVI em 11 de maio de 2007, tornando-se o primeiro santo nascido no Brasil. A postuladora junto à Santa Sé que obteve o título de santo para Frei Galvão foi a irmã Célia Cadorin, da Congregação das Irmãzinhas da Imaculada Conceição. Nesse trabalho teve grande apoio do cardeal-arcebispo Dom Paulo Evaristo Arns. Ela também foi postuladora no processo da Santa Madre Paulina, nascida em Trento, na Itália, mas que desenvolveu seu trabalho no Brasil.
Em julho de 2012 frei Galvão ficou em 23º lugar entre os "100 maiores brasileiros de todos os tempos", concurso realizado pelo SBT baseado no programa The Greats da BBC.
Não se sabe ao certo o dia do seu nascimento e o local exato de batismo. Sendo mais provável que tenha sido batizado na Matriz de Santo Antônio em Guaratinguetá.

## Biografia
Antônio de Sant'Anna Galvão nasceu em 1739 na freguesia de Santo Antônio de Guaratinguetá, na capitania de São Paulo. Era o quarto de dez ou onze filhos de uma família profundamente religiosa de elevado status social e político. Seu pai, o português Antônio Galvão de França, era o capitão-mor da vila. Natural de Faro e ativo no mundo do comércio, França pertencia à Ordem Terceira de São Francisco e era conhecido por sua generosidade. Sua mãe, Isabel Leite de Barros, era filha de fazendeiros e membro da família do famoso bandeirante Fernão Dias Paes, conhecido como o "caçador de esmeraldas". Ela morreria prematuramente em 1755, aos 38 anos. Também conhecida por sua generosidade, Isabel teria doado todas suas roupas aos pobres à época de sua morte.
Galvão passou toda sua infância na casa que se situava na esquina da Rua do Hospital com a Rua do Teatro (atualmente Ruas Frei Galvão e Frei Lucas, respectivamente). O local foi demolido e recentemente reconstruído. Aos 13 anos, Galvão foi enviado pelos pais ao seminário jesuíta Colégio de Belém, localizado em Cachoeira, na Bahia, com a finalidade de estudar ciências humanas. Seu irmão José já se encontrava no local. No Colégio de Belém, que freqüentou de 1752 a 1756, Galvão fez grandes progressos nos estudos sociais e na prática cristã. Ele aspirava se tornar um padre jesuíta, mas a perseguição anti-jesuíta liderada por Sebastião José de Carvalho e Melo, o Marquês de Pombal, fez com que ele se mudasse para um convento franciscano em Taubaté, seguindo o conselho do pai.

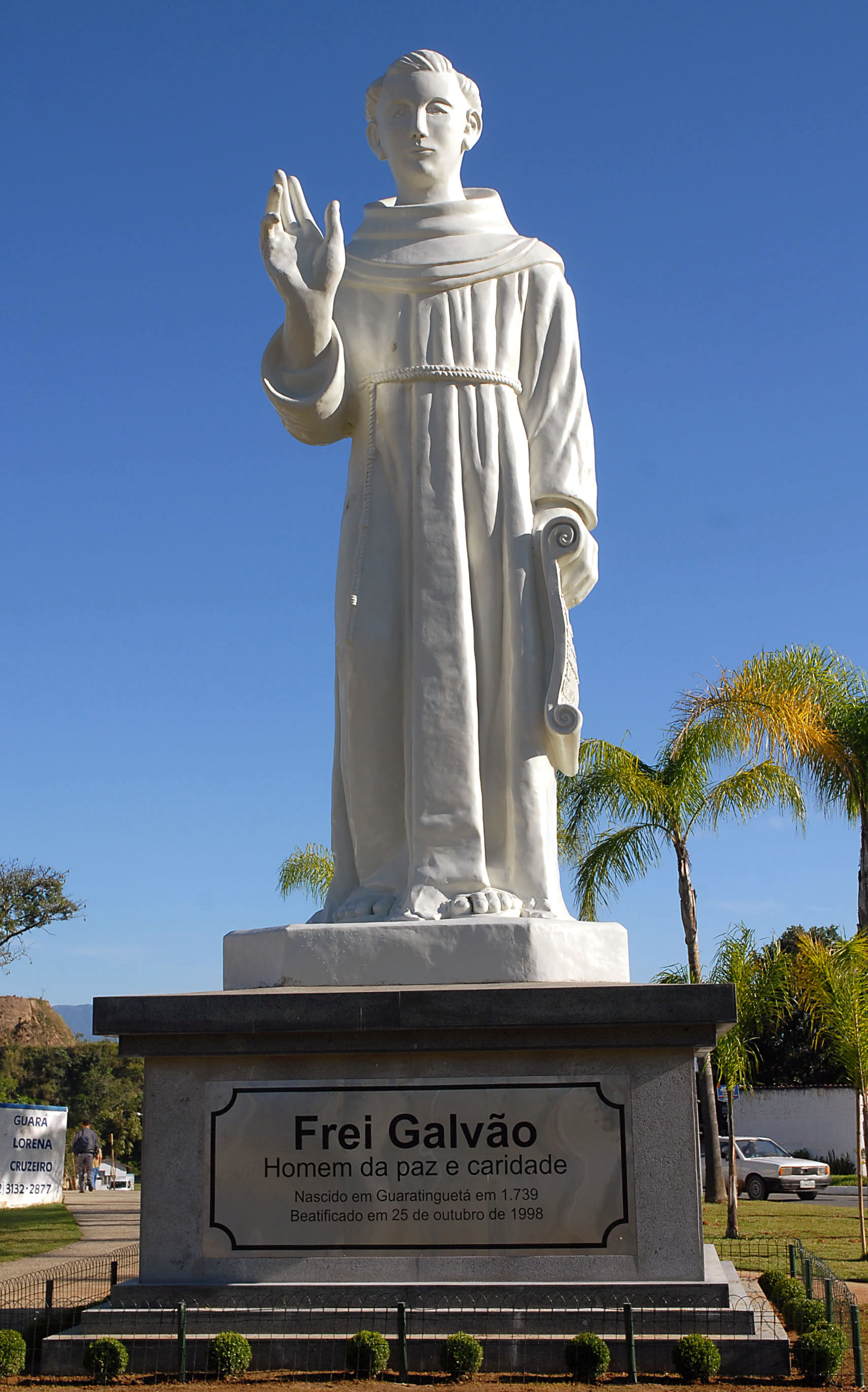
Monumento em homenagem a Frei Galvão em sua cidade natal, Guaratinguetá.

Aos 21 anos, em 15 de abril de 1760, Galvão desistiu do futuro promissor – visto a influência de sua família na sociedade – e se tornou um noviço no Convento de São Boaventura de Macacu, em Itaboraí, Rio de Janeiro. Lá, ele adotou o nome religioso de Antônio de Sant'Ana Galvão em homenagem à devoção de sua família a Santa Ana. Durante o noviciado, Galvão se tornou conhecido por sua piedade, zelo e virtudes exemplares. Galvão fez sua profissão solene em 16 de abril de 1761, assumindo o voto de defender o título de "Imaculada" da Virgem Maria, ainda considerada uma doutrina polêmica à época.
Em 11 de julho de 1762, Galvão foi ordenado sacerdote e transferido para o Convento de São Francisco na cidade de São Paulo, onde continuou seus estudos em teologia e filosofia. Durante a jornada do Rio de Janeiro para São Paulo, fez uma breve parada em Guaratinguetá para celebrar sua primeira missa, realizada na Matriz de Santo Antônio, onde ele havia sido batizado. Em 1768, ele foi nomeado confessor, pregador e porteiro do convento, considerado um cargo importante naquela época. Destacou-se de tal forma que a Câmara Municipal o considerou o "novo esplendor do Convento".
Em 1770, foi convidado para fazer parte da Academia Paulista de Letras, chamada de "Academia dos Felizes". Na segunda sessão literária, realizada em março de 1770, Galvão declamou com sucesso, em latim, dezesseis peças de sua autoria, todas dedicadas a Santa Ana. Declamou também dois hinos, uma ode, um ritmo e doze epigramas. Suas composições são bem metrificadas e dotadas de profundo sentimento religioso e patriótico.
De 1769 a 1770, atuou como confessor no Recolhimento de Santa Teresa, casa que abrigava devotas de Teresa de Ávila na cidade de São Paulo. Lá, ele conheceu a Irmã Helena Maria do Espírito Santo, uma freira penitente que afirmava ter visões onde Jesus lhe pedia para fundar um novo Recolhimento. Galvão, o confessor dela, estudou essas mensagens e se consultou com os outros religiosos, que as reconheceram como válidas e sobrenaturais.
Galvão ajudou a criar o novo Recolhimento, chamado Nossa Senhora da Luz, que foi fundado em 2 de fevereiro de 1774 na mesma cidade. Era baseado na Ordem da Imaculada Conceição, e se tornou um lar para meninas que desejavam viver uma vida religiosa sem fazer votos. Com a morte repentina da irmã Helena em 23 de fevereiro de 1775, Galvão se tornou o novo diretor do instituto, atuando como novo líder espiritual das irmãs.

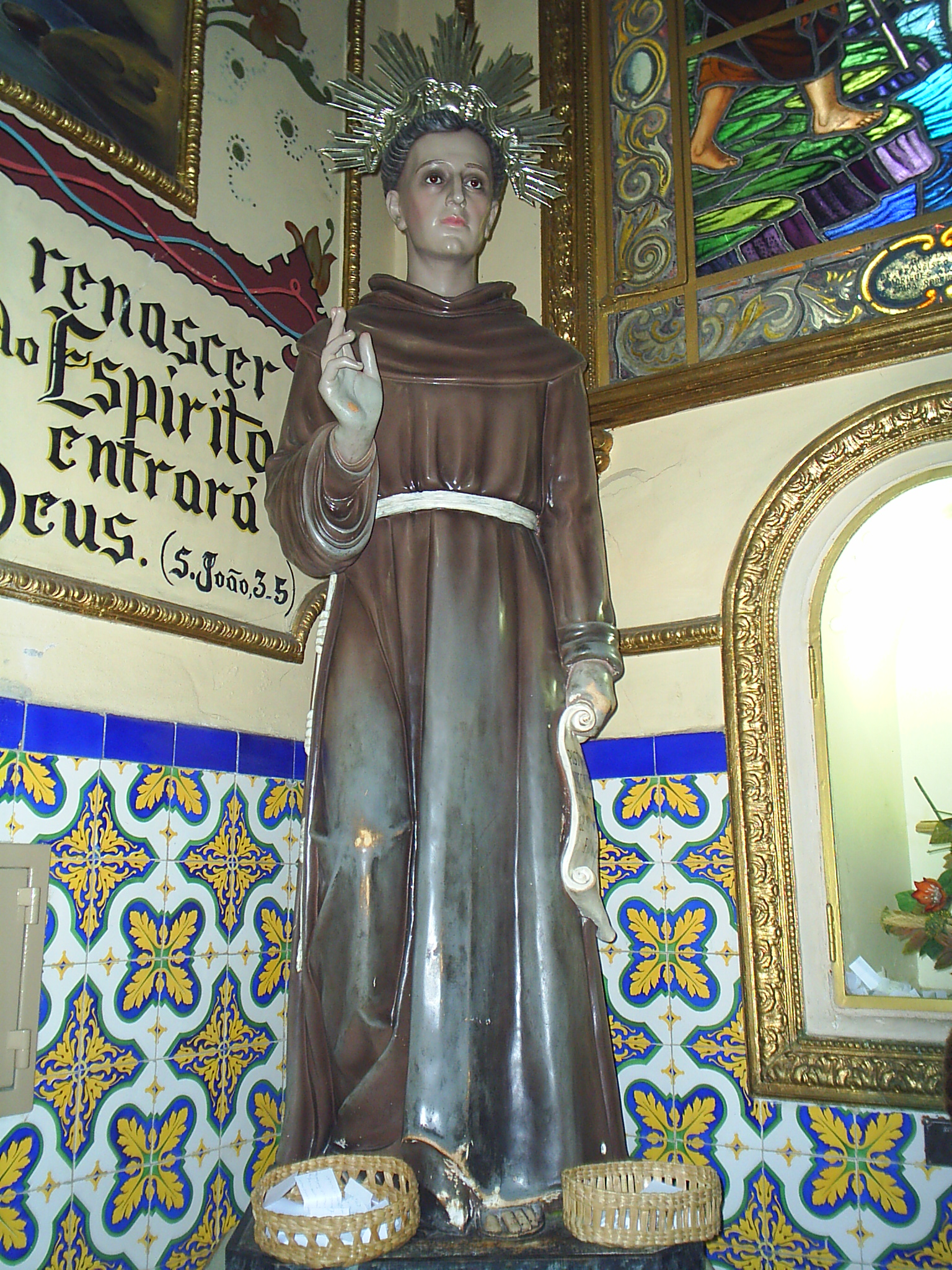
Imagem de Frei Galvão na Catedral de Santo Antônio, em Guaratinguetá.

Naquela época, uma mudança no governo da província de São Paulo trouxe um líder que ordenou o fechamento do convento. Galvão aceitou a decisão, mas as freiras se recusaram a abandonar o local e, devido à pressão popular e aos esforços do Bispo, o convento foi logo reaberto. Posteriormente, com o crescente número de novas irmãs, a construção de mais espaço de convivência se tornou necessária. Galvão demorou 28 anos para construir um novo convento e uma igreja, sendo esta última inaugurada em 15 de agosto de 1802. Além das obras de construção e dos deveres dentro e fora de sua Ordem, Galvão se comprometeu também com a formação das irmãs. Os estatutos que ele escreveu para elas eram um guia para a vida interior e para a disciplina religiosa.
Quando as coisas pareciam estar mais calmas, uma outra intervenção do governo trouxe uma nova provação para Galvão. O capitão-mor sentenciou um soldado à morte por ter ofendido a seu filho levemente, e o sacerdote foi obrigado a se exilar por ter defendido o soldado. Mais uma vez, a pressão popular conseguiu revogar a ordem contra o padre.
Em 1781, Galvão foi nomeado mestre dos noviços em Macacu. Entretanto, as irmãs e o Bispo de São Paulo, Manuel da Ressurreição, recorreram ao superior provincial, escrevendo-lhe que "nenhum dos habitantes desta cidade será capaz de suportar a ausência deste religioso por um único momento". Como resultado, ele foi mandado de volta para São Paulo. Mais tarde, em 1798, Galvão foi nomeado guardião do Convento de São Francisco, sendo reeleito em 1801.
Em 1808, Galvão teria instituído a devoção a Nossa Senhora das Brotas em Piraí do Sul durante viagem missionária ao Paraná. Galvão, ao chegar às margens do rio Piraí, teria decidido passar alguns dias no povoado, se hospedando na casa de Ana Rosa Maria da Conceição. Antes de ir embora, deixou de presente a ela uma estampa de Nossa Senhora das Barracas. Ana Rosa colocou a lembrança numa moldura de madeira e fazia suas orações diante da imagem. Ficou viúva, se casou de novo e se mudou de endereço. Durante a mudança, a estampa se perdeu. Algum tempo depois, passando por uma região onde havia ocorrido um incêndio, ela encontrou o quadro entre as cinzas e os brotos da vegetação. A moldura havia se queimado, mas a imagem estava apenas chamuscada. O fato foi interpretado como um milagre e a notícia se espalhou pelo povoado. Como o povo já não se lembrava do nome original da imagem, rebatizaram-na de Nossa Senhora das Brotas e erigiram uma capela em sua homenagem.
Em 1811, fundou o Convento de Santa Clara em Sorocaba. Onze meses depois, retornou ao Convento de São Francisco, na cidade de São Paulo. Em sua velhice, obteve permissão do Bispo Mateus de Abreu Pereira e de seu tutor para ficar no Recolhimento que ajudara a criar. Veio a falecer naquele local em 23 de dezembro de 1822. Galvão foi sepultado na igreja do Recolhimento, sendo o seu túmulo até hoje um destino de peregrinação de fiéis que teriam obtido favores devido a sua intercessão.

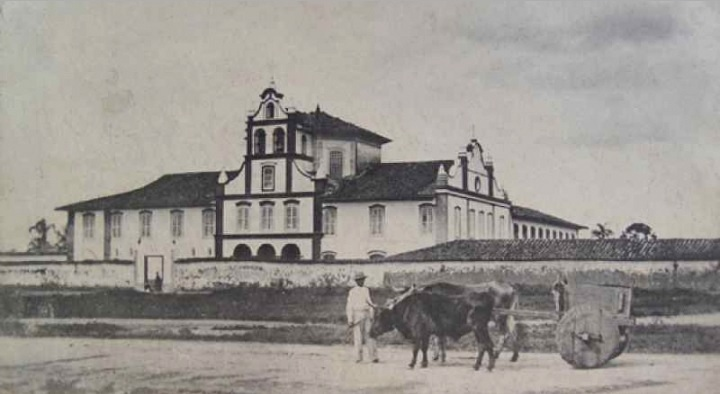
Convento de Nossa Senhora da Luz em 1867, 45 anos após a morte de Galvão.

Na época de seu enterro, sua fama de santo já havia se espalhado por todo Brasil, sendo que os frequentadores de seu velório, desejosos em guardar uma relíquia sua, foram cortando pedaços de seu hábito, que ficou reduzido até a altura dos joelhos de Galvão. Como ele possuía somente aquele hábito, foi sepultado com o de outro frade, que ficou igualmente curto. A primeira lápide do túmulo de Galvão teria tido o mesmo destino de sua batina, sendo pouco a pouco levada pelos devotos. As pedras da lápide eram colocadas em copos com água para tratar os enfermos.
Em 1929, o Convento de Nossa Senhora da Luz tornou-se um mosteiro, sendo incorporado à Ordem da Imaculada Conceição. A edificação, atualmente chamada de Mosteiro da Luz, foi declarada Patrimônio Cultural da Humanidade pela UNESCO. No local também está localizado o Museu de Arte Sacra de São Paulo, que abriga um dos mais representativos acervos do patrimônio sacro brasileiro, originalmente reunido por Duarte Leopoldo e Silva, primeiro arcebispo de São Paulo.

## Sobrenatural
Frei Galvão era um homem de muita e intensa oração, sendo alguns fenômenos sobrenaturais relatados sobre ele, tais como telepatia, premonição e levitação. Casos de bilocação também foram famosos durante sua vida; segundo relatos ele se fazia presente em dois lugares diferentes ao mesmo tempo para cuidar de enfermos ou moribundos que clamavam por sua ajuda.

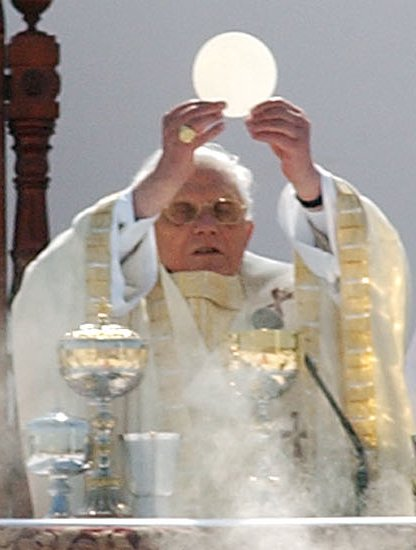
Papa Bento XVI celebrando a missa sagrada durante a canonização de Frei Galvão em São Paulo em 11 de maio de 2007.

Também era procurado pelo seu alegado poder de curar doenças numa época em que os recursos médicos eram escassos. Numa dessas ocasiões, escreveu num pedaço de papel uma frase em latim do Ofício de Nossa Senhora ("Após o parto, permaneceste virgem: Ó Mãe de Deus, intercedei por nós"). Em seguida, enrolou o papel no formato de uma pílula e deu-o a uma jovem cujas fortes cólicas renais estavam colocando sua vida em risco. Depois que ela tomou a pílula a dor cessou imediatamente e ela expeliu uma grande quantidade de cálculo renal. Em outra ocasião, um homem pediu a Galvão que ajudasse sua esposa, que estava passando por um parto difícil. Galvão fez com que ela tomasse a pílula de papel, e a criança nasceu rapidamente, sem maiores complicações. A história das pílulas se espalhou rapidamente e Galvão teve que ensinar às irmãs do Recolhimento como fabricá-las, o que elas fazem até os dias de hoje. Elas são distribuídas gratuitamente para cerca de 300 fiéis diariamente.
Em 25 de outubro de 1998, Galvão se tornou o primeiro religioso nascido no Brasil a ser beatificado pelo Vaticano, tendo sido declarado Venerável um ano antes, em 8 de março de 1997. Em 11 de maio de 2007, durante a visita de cinco dias do Papa Bento XVI ao Brasil, se tornou a primeira pessoa nascida no Brasil a ser canonizada pela Igreja Católica. A cerimônia de mais de duas horas, realizada ao ar livre no Aeroporto Militar Campo de Marte, perto do centro de São Paulo, reuniu cerca de 800 mil pessoas, segundo estimativas oficiais. Galvão foi o primeiro santo que o Papa Bento XVI canonizou numa cerimônia realizada fora da Cidade do Vaticano. Sua elevação ao status de santo veio depois que a Igreja concluiu que ele havia realizado pelo menos dois milagres.
De acordo com a Igreja, as histórias de Sandra Grossi de Almeida e Daniella Cristina da Silva são evidências da intercessão divina de Galvão. Após tomar uma das pílulas de papel em 1999, Almeida – que possui uma malformação uterina que deveria impossibilitar que ela carregasse um feto no útero por mais de quatro meses – deu à luz Enzo. As pílulas de Galvão, de acordo com a Igreja, também seriam responsáveis pela cura, em 1990, de Daniella Cristina da Silva, uma menina de quatro anos de idade que sofria de hepatite considerada incurável pelos médicos. Apesar da popularidade das pílulas entre os católicos brasileiros, médicos e até mesmo alguns membros do clero consideram-nas como meros placebos. A orientação da Igreja é que somente pacientes em estado terminal devam tomá-las.